# Лу Рід
Лу Рід (англ. Lou Reed), справжнє ім'я Льюїс Алан Рід (англ. Lewis Alan Reed; нар. 2 березня 1942, Нью-Йорк, США — ↑ 27 жовтня 2013, Бруклін, Нью-Йорк) — американський вокаліст, гітарист, композитор, поет, продюсер. Найбільш відомий як автор текстів і учасник гурту The Velvet Underground. Хоча в часи активної творчої діяльності The Velvet Underground не були комерційно успішними, згодом їх визнали за один із культових рок-гуртів доби. У своїх текстах часів The Velvet Underground Лу Рід описував свій сексуальний досвід і експерименти з наркотиками, ніхто до нього так широко не розкривав ці теми в рок-н-ролі.
Відомий своїм беземоційним, глибоким голосом, ліричними текстами, прагненням до новацій в музиці.
1972 року покинув The Velvets і почав сольну кар'єру. Наступного року записав пісню «Walk on the Wild Side», яка не мала комерційного успіху.
1975 року записав платівку Metal Machine Music, яка складалася лише з гітарних фідбеків, дехто сприймає її лише як вимушений крок для виконання контракту з лейблом.
2008 року одружився з Лорі Андерсон.

## Біографія
У середині 1950-х років Рід виступав з багатьма аматорськими гуртами, серед яких були, наприклад, Pasha & The Prophets, LA & The Eldorados та The Shades. З гуртом The Shades (потім його було перейменовано на The Jades) Рід 1957 року потрапив до студії, де записав сингл So Blue. Цей твір зацікавив відомого диск-жокея Murray The K, але запис розчинився у потоці популярних тоді інді-синглів.
Після закінчення кіно-театрального відділення університету Сірак'юс (Syracuse University) працював композитором у фірмі Picwick Records, спеціалізуючись на записах, які швидко оплачувались. Твір The Ostrick, іронічна підробка під танцювальні хіти, зацікавив керівництво фірми, і 1964 року Рід за допомогою Джона Кейла створив гурт The Primitives, щоби записати його на синглі. З часом цей гурт перетворився на The Velvet Underground, що активно діяв у 1966—1970 роках, а Рід був автором багатьох творів і головним ідеологом гурту. Проте розчарований відсутністю уваги публіки до The Velvet Underground, 1970 року Рід залишив гурт, що відразу позначилось на творчості останнього.
Залишивши The Velvet Underground, Лу Рід повернувся до рідного Фріпорта, де почав працювати у бухгалтерській фірмі свого батька. Лише через два роки, після вмовлянь Девіда Боуї, Рід наважився на запис першого сольного альбому Lou Reed. Працювати над цією платівкою, запис якої відбувся у Лондоні, автору допомагали Стів Хоу та Рік Вейкман. Альбом містив кілька творів, що нагадували період творчості The Velvet Underground.
Артистичним успіхом виявилося для Ріда турне Британією, під час якого йому акомпанував гурт нью-йоркських підлітків під назвою The Tots.
За продюсування чергового лонгплея Ріда Transformer взявся Девід Бові. Витримана у модному декадентському настрої, платівка виявилась нерівною, хоча до класики року потрапив із неї твір Walk On The Wild Side, що здобув 1973 року 10-е місце у хіт-параді в Британії та 20-е в США. Проте надалі Рід уник пастки модної течії і на альбомі Berlin повернувся до «темного боку» творчих пошуків. Цього разу було взято теми садомазохізму, самогубства та нігілізму у поєднанні з образливими випадами на адресу публіки, яка, проте, все одно купувала платівки виконавця. У музичному плані у цей період в артиста домінувала схильність до самопародії.
На концертному альбомі Rock'n'Roll гітаристам Діку Ваґнеру та Стіву Гантеру вдалося впровадити справжню інструментальну дисципліну, але виданий дещо пізніше лонгплей Sally Can't Dance підтвердив безрадісність і розгубленість автора. Після виходу чергової концертної платівки Рід запропонував електронну какофонію на подвійному альбомі Metal Music Machine. Ця робота була піддана безжальній критиці, й досі залишається суперечливим твором. Для одних вона є маніфестом рок-авангарду, для інших — музичним хуліганством і свідомою насмішкою над традиціями поп-стилю.
Альбом Coney Island Baby була виваженою, мабуть найспокійнішою та найліричнішою роботою в усьому доробку Ріда. Але наступний лонгплей Rock'N'Roll Hearts — випадкова компіляція записів періоду творчої безпорадності. Втім, платівка Street Hassle, що надихалась нью-йоркськими субкультурами, сповістила про повернення до творчої форми. На увагу заслуговував головний твір, популяризований гуртом Simple Minds, а також твори Dirt і I Wanna Be Black з характерною, але вже давно на той час відсутньою у творчості Ріда іронією. Наступні альбоми The Bells і Growing Up In Public хоча й виявилися менш популярними, але підтвердили артистичну зрілість автора.
У 1980-і роки Рід увійшов як уже цілком сформований артист і виконавець. У цьому була чимала заслуга гітариста Роберта Квайна (Robert Quine), запрошеного з гурту Річарда Хелла The Voidoids. Лонгплей The Blue Mask відкрив новий етап, який продовжили своєю стилістичною однорідністю альбоми Legendary Hearts і Mistrial. Проте багатообіцяюча платівка New York не була належним чином оцінена критиками, її суворе, нівельоване до ритмічної пульсації звучання, а також песимістичні та цинічні тексти мали відповідати життю суспільних низів, яке зачаровувало Ріда.
Записаний разом з Джоном Кейлом альбом Songs For' Drella був присвятою Енді Ворголу. Рід на цій роботі виявив ще одне своє обличчя, підтверджуючи незвичний талант.
15 червня 1990 року оригінальний склад The Velvet Underground з'явився на відкритті фундації на честь Енді Ворхола у Коллі ен Жозе біля Парижа, де виконав свій хіт Heroin. Наслідком відновлення контактів між музикантами стало відродження 1993 року діяльності формації, яка запропонувала альбом Live МСМХС III та здійснила світове турне. На початку 1996 року Рід видав чергову дуже вдалу роботу — альбом Set The Twilight Reeling.
Причиною смерті Лу Ріда стала хвороба печінки. 2013 року музикантові її пересаджували, але навіть це його не врятувало. Вдовою по Лу Ріді залишилася Лорі Андерсон, композиторка та театральна акторка.

## Дискографія
- Lou Reed (LP/CS, RCA Victor, 1972)
- Transformer (LP/CS, RCA Victor, 1972)
- Berlin (LP/CS, RCA Victor, 1973)
- Rock 'n' Roll Animal (LP/CS, RCA Victor, 1974) Запис виступу в Academy of Music (Нью-Йорк) 21 грудня 1973 р.
- Sally Can't Dance (LP/CS, RCA Victor, 1974)
- Lou Reed Live (LP/CS, RCA Victor, 1975) Запис виступу в Academy of Music (Нью-Йорк) 21 грудня 1973 р.
- Metal Machine Music (2xLP/CS, RCA Victor, 1975)
- Coney Island Baby (LP/CS, RCA Victor, 1976)
- Rock and Roll Heart (LP/CS, Arista, 1976)
- Street Hassle (LP/CS, Arista, 1978)
- Lou Reed Live: Take No Prisoners (2xLP/2xCS, Arista, 1978) Запис виступу в Bottom Line (Нью-Йорк) 17-21 травня 1978 р.
- The Bells (LP/CS, Arista, 1979)
- Growing up in Public (LP/CS, Arista, 1980)
- The Blue Mask (LP/CS, RCA, 1982)
- Legendary Hearts (LP/CS, RCA, 1983)
- Live in Italy (2xLP/CS, RCA, 1984) Запис виступів у Вероні та Римі 7 та 10 вересня 1983 р.
- New Sensations (LP/CS, RCA, 1984)
- City Lights (Classic Performances by Lou Reed) (LP/CS, Arista, 1986) Збірка.
- Mistrial (LP/CD/CS, RCA, 1986)
- New York (LP/CD/CS, RCA, 1989)
- Songs for Drella (LP/CD/CS, Sire/Warner, 1990) Разом з Джоном Кейлом.
- Magic and Loss (LP/CD/CS, Sire/Warner, 1992)
- Between Thought and Expression: The Lou Reed Anthology (3xCD, RCA, 1992) Збірка.
- Set the Twilight Reeling (LP/CD, Warner, 1996)
- Perfect Night Live in London (CD, Reprise, 1998) Запис виступу в Royal Festival Hall (Лондон) 3 липня 1997 р.
- Ecstasy (2xLP/CD, Reprise, 2000)
- The Raven (CD/CS, Sire/Warner, 2003)
- Animal Serenade (2xCD, Sire/Warner, 2003) Запис виступу в Wiltern (Лос-Анджелес) 24 червня 2003 р.
- Hudson River Wind Meditations (CD, Sounds True, 2007)
- Berlin: Live at St. Ann's Warehouse (2xLP/CD, Matador/Sister Ray Rec., 2008) Запис виступу в St. Ann's Warehouse (Бруклін, Нью-Йорк) 15 і 16 грудня 2006 р.
- The Stone: Issue Three (CD, Tzadik, 2008) Разом з Лорі Андерсон і Джоном Зорном.
- Lulu (2xLP/2xCD, Vertigo/Warner, 2011) Разом з Metallica.
- Thinking of Another Place (3xLP, Bang!, 2018) Запис виступу в Civic Theatre (Ейкрон) 23 жовтня 1976 р.
- Waltzing Matilda (Love Has Gone Away) (2xLP/2xCD, Easy Action, 2018) Збірка концертних записів з 1978 р.
- Live at Alice Tully Hall (January 27, 1973—2nd Show) (2xLP, RCA Victor, 2020) Запис виступу в Alice Tully Hall (Нью-Йорк) 27 січня 1973 р.
- When Your Heart Is Made out of Ice (2xLP/2xCD, Easy Action, 2020) Збірка концертних записів з жовтня 1974 р.
- I'm So Free: The 1971 RCA Demos (LP, RCA, 2021) Збірка демо-записів, зроблених у RCA Recording Studios (Нью-Йорк) 21 жовтня 1971 р.
- Words & Music, May 1965 (LP/CD/CS, Light In The Attic, 2022) Збірка раніше невиданих пісень.